# Barbara Broadcast
Barbara Broadcast és una pel·lícula eròtica per a adults nord-americana estrenada l'any 1977. La pel·lícula va ser dirigida per Radley Metzger (com a "Henry Paris") i filmada en diverses ubicacions elaborades a Nova York, com ara la sala de ball Olympia i el restaurant Royal Manhattan Hotel.

## Argument
Barbara Broadcast, una dona alliberada de fama mundial i autora més venuda, és entrevistada per una periodista sobre la seva exitosa carrera en un elegant hotel restaurant de Manhattan, on són al menú menjar gourmet i activitats eròtiques: una atmosfera surrealista "Buñueliana", segons un crític de pel·lícules. Després, es mostren altres moments de Manhattan a la ciutat de Nova York, inclosa una trobada amb l'oficina corporativa i una reunió casual en un club nocturn concorregut.

## Repartiment
- Annette Haven com Barbara Broadcast[8]
- Bobby Astyr com el Maitre d'
- C. J. Laing com Roberta, l'entrevistadora
- Constance Money com un esclau
- Jamie Gillis com a Curley
- Michael Gaunt com a Client
- Sharon Mitchell com a hostessa
- Susan McBain com a Diner
- Wade Nichols com a cuiner
- Zebedy Colt

## Recepció
Segons un crític de cinema X, Barbara Broadcast és "... una pel·lícula per adults lúdica, divertida i bellament feta, una celebració de la carnalitat i les delícies terrenals rodada amb l'ull d'un artista per a la composició i ambientada en un excel·lent banda sonora [música] ...". Barbara Broadcast, segons un altre crític, "... és una pel·lícula divertida, enginyosa i encantadora...". Un altre crític assenyala: "... [la pel·lícula té] molta atmosfera elèctrica i [música]... Això és porno chic!..." El crític de paracinema Heather Drain escriu, "El treball de Metzger és conegut per la visió adorable i aquesta pel·lícula no és una excepció, amb cada fotograma semblant una peça d'art perfectament composta... "Barbara Broadcast" pot no tenir un argument sòlid, però és una pel·lícula exquisidament elaborada per un dels millors directors nord-americans que ha sorgit [des dels anys 70]... Radley Metzger és realment únic."

## Història
Barbara Broadcast es va estrenar durant l'Edat d'Or del Porno (inaugurada pel llançament rl 1969 de Blue Movie d'Andy Warhol) als Estats Units, en un moment de "porno chic", en què les pel·lícules eròtiques per a adults tot just començaven a estrenar-se àmpliament, discutides públicament per celebritats (com Johnny Carson i Bob Hope) i presa seriosament per crítics de cinema (com Roger Ebert).

## Restauració
El 4 de juliol de 2013, DistribPix va estrenar una restauració de la pel·lícula, amb la col·laboració del director. El resultat va tenir una exposició limitada a les sales, però el principal resultat del projecte va ser la primeres versions oficials de DVD i Blu-ray. Abans es va publicar una llista de la música de la banda sonora de la pel·lícula.

## Premis
- Guanyador 1989 – Membre del Saló de la Fama de XRCO.[25][26]
- Nominat 2014 – Premi AVN (Millor extres DVD).[8]
- Guanyador 2015 – X-Rated: Greatest Adult Movies of All Time.[8]

## Banda sonora
| Núm. | Títol                | Artista         | Durada |
| ---- | -------------------- | --------------- | ------ |
| 1.   | «Azure Blue»         | Simon Benson    | 3:50   |
| 2.   | «Before Summer Ends» | Keith Mansfield | 3:51   |
| 3.   | «Big Haul»           | Brian Bennett   | 2:52   |
| 4.   | «Dossier»            | Brian Bennett   | 2:42   |
| 5.   | «Flying High»        | Stefano Torossi | 3:36   |
| 6.   | «Getaway»            | Alan Hawkshaw   | 2:37   |
| 7.   | «Glittering Mud»     | Steve Gray      | 3:54   |
| 8.   | «Merry Go Round»     | Alan Hawkshaw   | 2:05   |

| Núm. | Títol                         | Artist            | Durada |
| ---- | ----------------------------- | ----------------- | ------ |
| 9.   | «Reflections Misty Morning»   | Brian Bennett     | 3:40   |
| 10.  | «Contes dels boscos de Viena» | Johann Strauss II | 10:54  |
| 11.  | «The Big One»                 | Alan Tew          | 4:05   |
| 12.  | «Al bell Danubi blau»         | Johann Strauss II | 10:33  |
| 13.  | «The Double Take»             | Steve Gray        | 3:47   |
| 14.  | «Wallop»                      | Brian Bennett     | 3:25   |
| 15.  | «White Elephant Walk»         | Alan Tew          | 1:30   |
| 16.  | «You've Got What It Takes»    | Madeline Bell     | 3:39   |